# Chroniochilus
Chroniochilus é um género botânico pertencente à família das orquídeas (Orchidaceae).